# Desider Friedmann

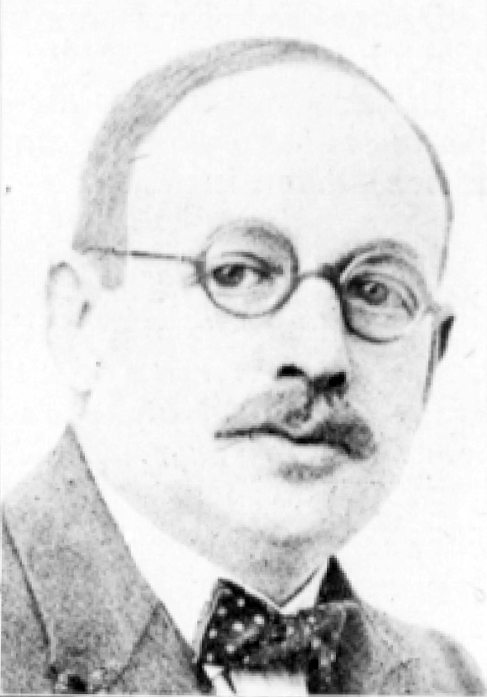
Desider Friedmann 1929

Desider Friedmann (geb. 24. November 1880 in Boskowitz, Österreich-Ungarn; gest. Oktober 1944 im KZ Auschwitz) war ein österreichischer Zionist, Rechtsanwalt und Präsident der Israelitischen Kultusgemeinde Wien (IKG), der Opfer des Holocaust wurde.

## Leben und Wirken
Desider Friedmann war der Sohn von Samuel und Ernestine Friedmann. Er studierte Rechtswissenschaften und wurde promoviert. Danach war er als niedergelassener Rechtsanwalt in Wien tätig. Er war mit Ella (1897–1944), geborene Stiassni, seit Januar 1921 verheiratet und hatte mit ihr die Töchter Hedwig (* 1923) und Ernestine (* 1921). In Wien lebte die Familie bis 1934 in der Albertgasse 26 und danach an der Börsegasse 14. Friedmann war Alter Herr der jüdischen Akademischen Verbindung Libanonia.
Friedmann war Mitglied im Zionistischen Landesverband für Österreich (ZLVfÖ) und zeitweise deren Vorsitzender. Er wurde 1921 Vizepräsident der IKG Wien. Mit Friedmann wurde 1933 erstmals ein Zionist Präsident der IKG in Wien. 1934 erfolgte seine Berufung in den Staatsrat des Bundesstaates Österreich, dem er bis 1938 angehörte.
Nach dem „Anschluss Österreichs“ an das nationalsozialistische Deutsche Reich wurde die jüdische Gemeinde Wiens am 18. März 1938 durch SS-Angehörige geschlossen und Friedmann mit seinen beiden Vizepräsidenten, Robert Stricker als auch Jakob Ehrlich (1877–1938), und dem Amtsdirektor der IKG Josef Löwenherz sowie weiteren jüdischen Funktionären im Zuge der nationalsozialistischen Judenverfolgung verhaftet. Im Zuge der Razzia waren bei der Durchsuchung der Räumlichkeiten der IKG Spendenbelege für die Vaterländische Front gefunden worden. Die Wahlkampfspenden in Höhe von 800.000 Schilling für eine Organisation, die für Eigenstaatlichkeit Österreichs eintrat, waren der offizielle Grund für die Inhaftierungen. Adolf Eichmann erpresste nach dem Quittungsfund von der IKG die Zahlung desselben Betrages, indem Friedmann und weitere Präsidiumsmitglieder Anfang April 1938 mit dem ersten „Prominententransport“ in das KZ Dachau eingeliefert wurden. Als sogenannter „Schutzhaft-Jude“ erhielt er die Häftlingsnummer 13.921. Am 13. April 1938 wurde er an die Wiener Gestapo überstellt. Vom 25. September 1938 bis zum  10. Mai 1939 war Friedmann im KZ Buchenwald inhaftiert. Seitens des NS-Regimes durfte er nach der Entlassung keine leitenden Funktionen mehr bei der jüdischen Gemeinde  übernehmen. Friedmann, dem die Ausreise aus dem Reichsgebiet untersagt wurde, wurde in Wien unter Hausarrest gestellt.

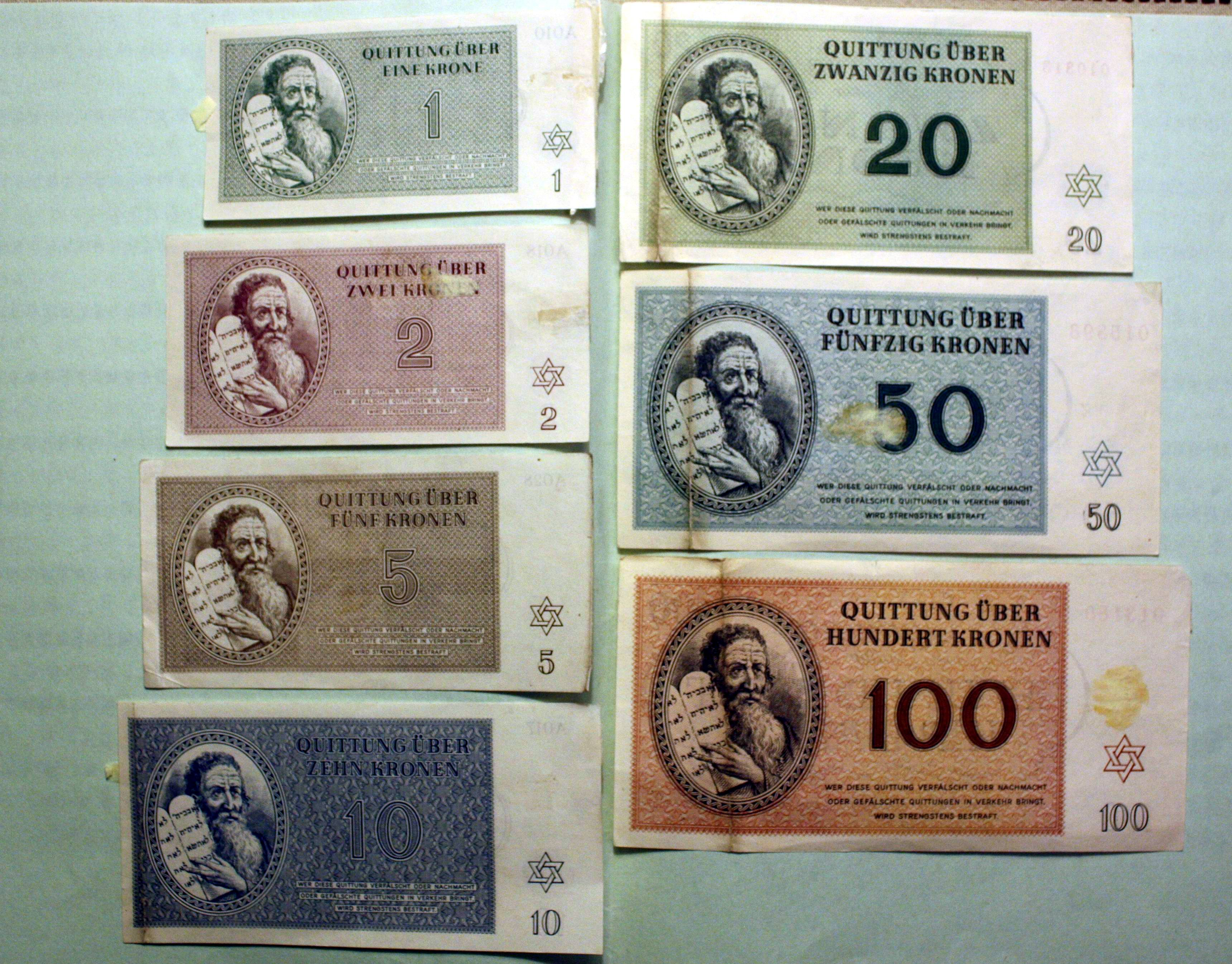
Banknoten des Ghettos

Am 24. September 1942 wurde Friedmann gemeinsam mit seiner Ehefrau in das Ghetto Theresienstadt deportiert. Dort gehörte er bald dem von der SS kontrollierten „Ältestenrat“ an und wurde am 24. November 1942 Stellvertreter von Jakob Edelstein als Nachfolger des verstorbenen Heinrich Stahl. In Theresienstadt musste er die Bank der Jüdischen Selbstverwaltung leiten, die eigene Banknoten herausgab.
Zudem war er gezwungen in dem ab Spätsommer 1944 im Ghetto gedrehten Propagandafilm Theresienstadt. Ein Dokumentarfilm aus dem jüdischen Siedlungsgebiet den Bankdirektor darzustellen. Vor Vertretern des Roten Kreuzes musste er Vorträge halten und sich in einem Wagen durch das Ghetto chauffieren lassen. Gemeinsam mit seiner Ehefrau wurde er im Oktober 1944 mit einem der letzten Transporte nach Auschwitz deportiert und dort ermordet.
Seine beiden Töchter, die 1938 und 1939 nach Palästina emigrieren konnten, erhielten 2002 durch ein Schiedsgericht für nachrichtenlose Konten den Betrag von 47.400 Schweizer Franken von einem Schweizer Konto Desider Friedmanns zugesprochen.

## Gedenken
Am 8. Dezember 1957 wurde im 2. Bezirk der Stadt Wien auf dem Grundstück Ferdinandstrasse 23, wo sich bis zu den Novemberpogromen 1938 der Leopoldstädter Tempel befand, im Gedenken an Friedmann ein gemeindeeigenes Wohnhaus errichtet. Der Neubau wurde als Desider-Friedmann-Hof eingeweiht. Die Stadt Wien ehrte zudem 1990 das Gedenken an Desider Friedmann mit dem Desider-Friedmann-Platz im 1. Bezirk.